# Claudia Skopal

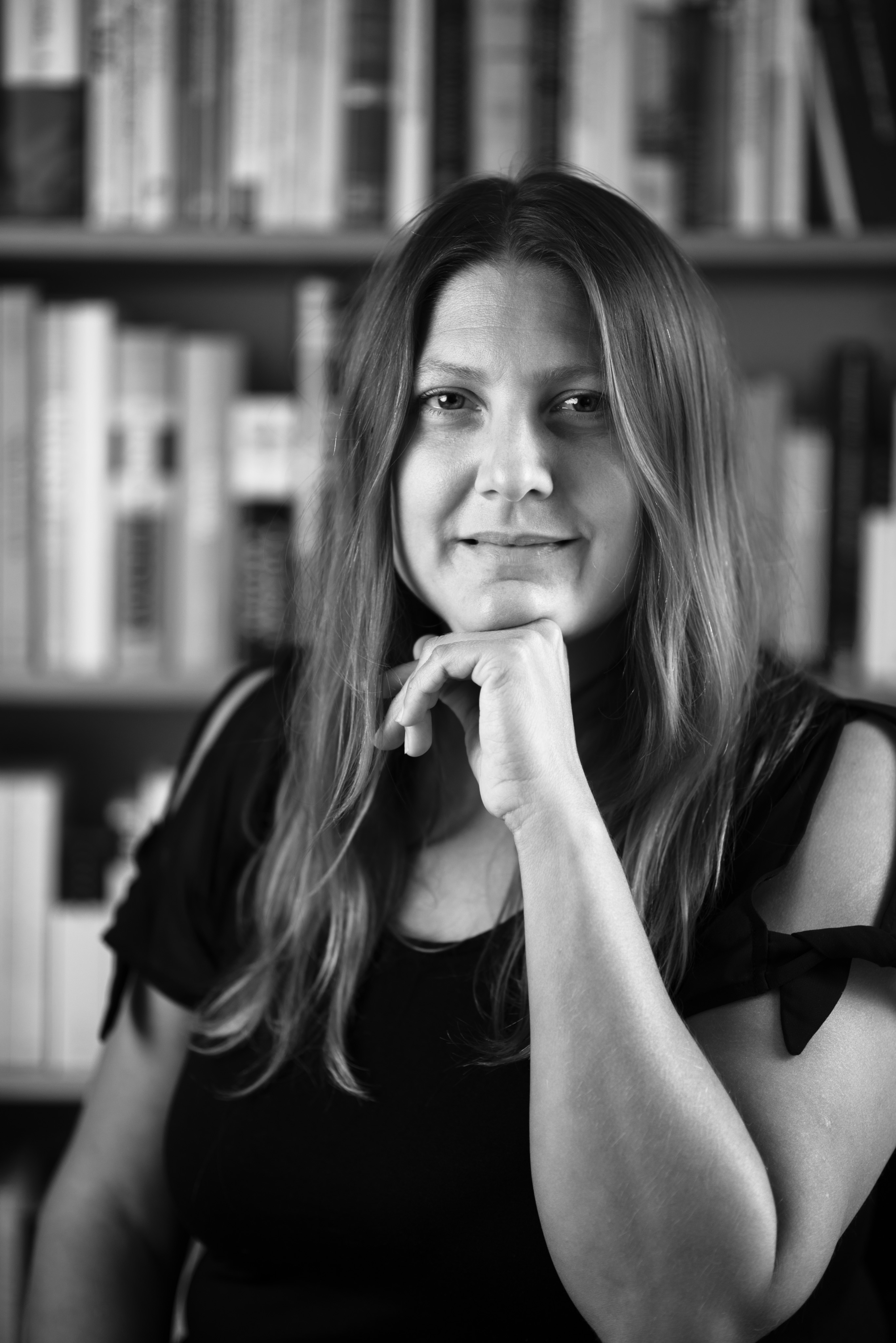
Claudia Skopal (2018)

Claudia Skopal (* 3. Februar 1978 in Wien) ist eine österreichische Schriftstellerin und Schauspielerin.

## Leben

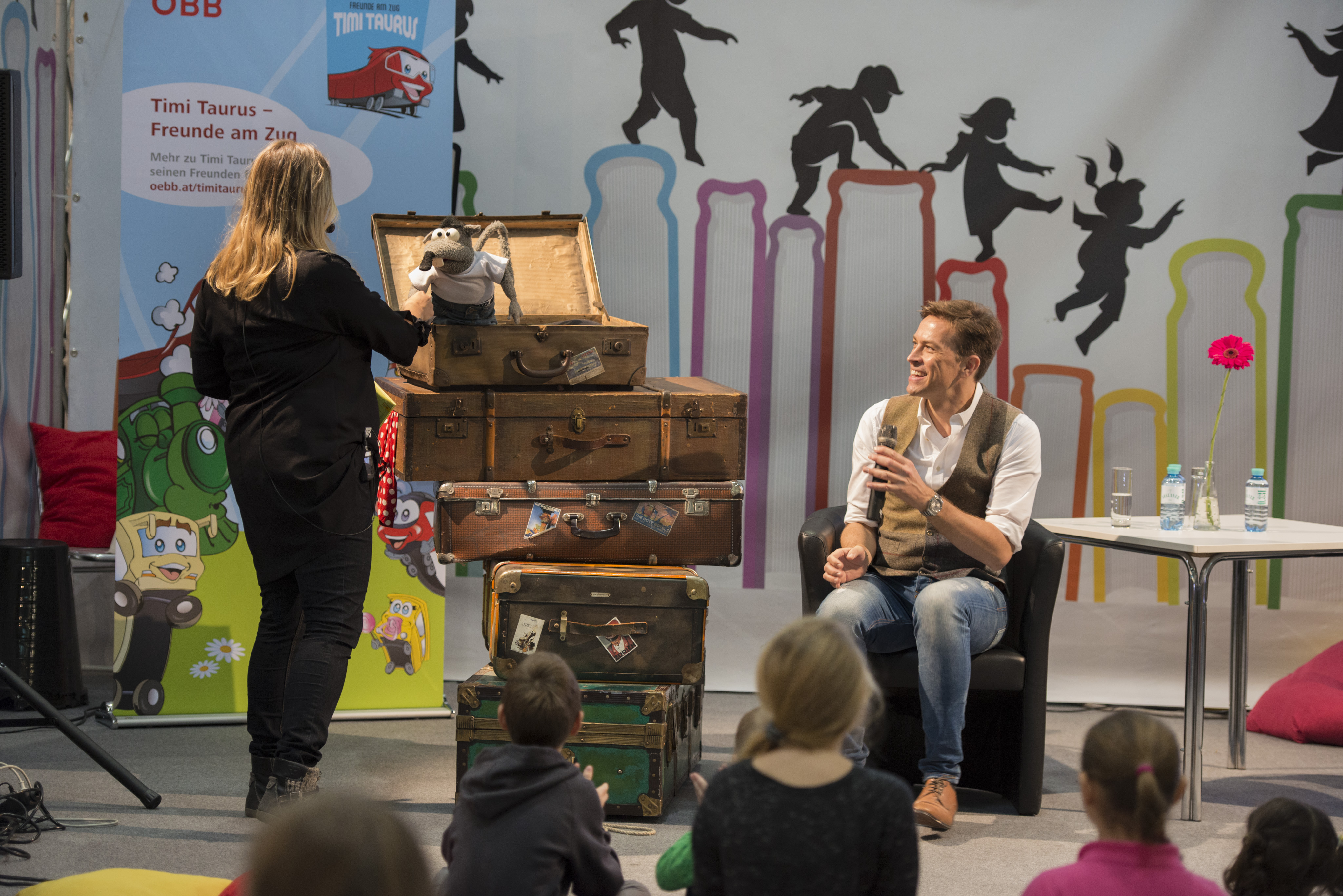
Claudia Skopal schüttelt Rolf Rüdiger die Hand bei einer Lesung auf der Buch Wien 2015

Claudia Skopal wurde 1978 als Claudia Natascha Weinhapl in Wien geboren. Ihre Mutter und Großmutter malten und stellten ihre Werke in kleinem Rahmen aus. Claudia Skopal interessierte sich früh für das Theater und das Verfassen von Texten. In ihrer Kindheit schrieb sie Kurzgeschichten, Balladen und kleine Theaterstücke, die sie im Familien- und Freundeskreis aufführte. Während ihrer Schulzeit spielte sie in der englischen Schultheatergruppe, unter anderem in Shakespeares Sommernachtstraum.
Nach der Matura absolvierte sie eine Schauspielschule, die sie mit Auszeichnung abschloss. Am Pygmalion Theater Wien spielte sie unter anderem die Lena aus Leonce und Lena und die Turandot aus dem gleichnamigen Theaterstück von Friedrich Schiller. Parallel dazu studierte sie Theater-, Film- und Medienwissenschaft und Anglistik an der Universität Wien. Mit einem Stipendium flog sie nach Australien, wo sie am Women’s College der Universität Sydney lebte. In ihrer Dissertation beschäftigte sie sich mit den Themen Identität und Rollenbilder, besonders in der australischen Gesellschaft und Film. Ihr Studium schloss sie mit dem Doktorat ab.
Zwischen 2004 und 2007 arbeitete sie als kuratorische Assistentin am Wien Museum. Danach als Fernsehredakteurin, für Die Barbara Karlich Show und Barbara Stöckl.
Ihre literarische Ausbildung erhielt Claudia Skopal in den Schreibwerkstätten Langschlag bei Gustav Ernst und Robert Schindel. 2012/13 absolvierte sie die Leondinger Akademie für Literatur.
Seit 2002 arbeitet sie als freischaffende Schriftstellerin, vorwiegend im Bereich Kinder- und Jugendliteratur. Ihre Bücher erschienen im Gondrom Verlag, Ueberreuter und G & G Verlag. Einige davon wurden ins Chinesische übersetzt.
Unter dem Pseudonym Natascha Fox erschien 2017 ihr Debütroman Fische im Mond.
Claudia Skopal ist Mitglied der IG Autorinnen Autoren und wird von der Literarischen Agentur Michael Gaeb Berlin vertreten.
Von 2021 bis 2023 leitete Skopal die Bücherei der Stadt Krems.

## Familie
Claudia Skopal ist die Cousine von Christian Weinhapl, dem langjährigen Geschäftsführer von Wienerberger Österreich.
Sie ist verheiratet, Mutter zweier Kinder und lebt in der Wachau.

## Werke

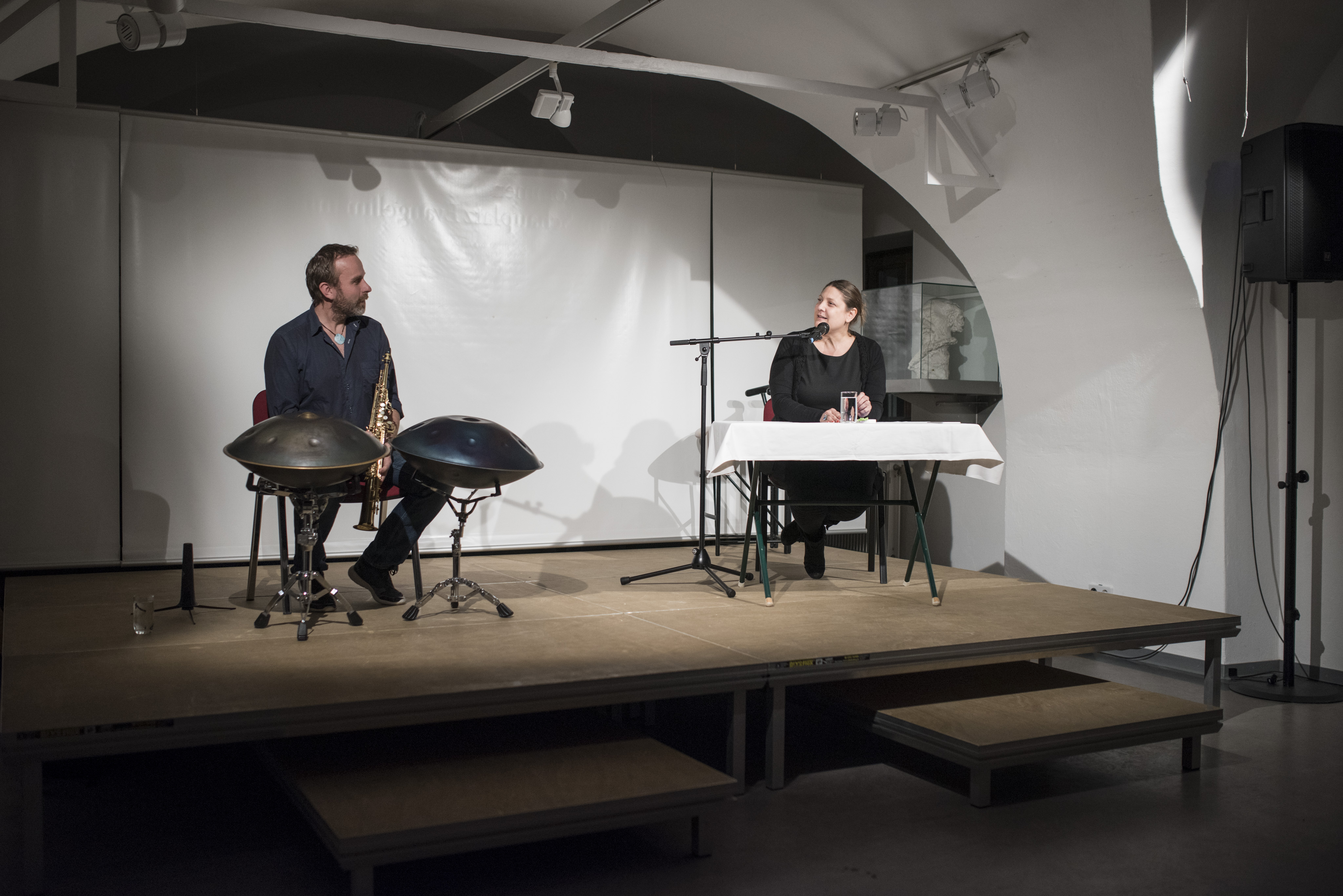
Lesung von Claudia Skopal im Wilhelm-Kienzl-Museum Paudorf gemeinsam mit Markus Zahrl 2018

- Ponygeschichten, Carl Ueberreuter, Frankfurt am Main 2006, ISBN 978-3-8000-5271-4
- Ferien am See, Carl Ueberreuter, Frankfurt am Main 2007, ISBN 978-3-8000-5334-6
- Christkind, wo bist du? G & G Verlag, Wien 2008, ISBN 978-3-7074-1067-9
- Lilly, die kleine Meerjungfrau, G & G Verlag, Wien 2010, ISBN 978-3-7074-1178-2
- Der kleine Drache Berti. 3 Minutengeschichten für 3 Jährige. G & G Verlag, Wien 2010, ISBN 978-3-7074-1227-7
- Der kleine Wichtel Knopf. 3 Minutengeschichten für 3 Jährige. G & G Verlag, Wien 2010, ISBN 978-3-7074-1228-4
- Das kleine Einhorn Lelia. 3 Minutengeschichten für 3 Jährige. G & G Verlag, Wien 2011, ISBN 978-3-7074-1229-1
- Der kleine Ritter Leopold. 4 Minutengeschichten für 4 Jährige. G & G Verlag, Wien 2011, ISBN 978-3-7074-1335-9
- Die kleine Prinzessin Rosenduft. 4 Minutengeschichten für 4 Jährige. G & G Verlag, Wien 2011, ISBN 978-3-7074-1334-2
- Laura und das Katzenbaby, G & G Verlag, Wien 2013, ISBN 978-3-7074-1488-2
- Konrad Pirat, G & G Verlag, Wien 2013, ISBN 978-3-902945-13-6
- Christkind, wo bist du? Maxi Pixie, Carlsen Verlag 2014, ISBN 978-3-551-04863-9
- Ferien mit Lauras Katze, G & G Verlag, Wien 2014, ISBN 978-3-7074-1628-2
- Du bist jetzt mein großer Bruder, G & G Verlag, Wien 2015, ISBN 978-3-7074-1867-5
- Du bist jetzt meine große Schwester, G & G Verlag, Wien 2015, ISBN 978-3-95666-275-1
- Mit Papa auf der Ritterburg, G & G Verlag, Wien 2016, ISBN 978-3-7074-1969-6
- Luna, das zauberhafte Einhorn, G & G Verlag, Wien 2018, ISBN 978-3-7074-2198-9

## Anthologien
- Abenteuergeschichten, Gondrom 2002, ISBN 978-3-8112-2114-7
- Freundschaftsgeschichten, Gondrom 2002, ISBN 978-3-8112-2188-8
- Krimigeschichten, Gondrom 2003, ISBN 978-3-8112-2189-5
- Abenteuergeschichten, Gondrom 2003, ISBN 978-3-8112-2187-1
- Engelgeschichten, die Kindern helfen, Gondrom 2003, ISBN 978-3-8112-2130-7
- Kleine Geschichten, die Kindern helfen, Gondrom 2003, ISBN 978-3-8112-2422-3
- Kleine Advents und Weihnachtgeschichten, Gondrom 2004, ISBN 978-3-8112-2396-7
- Alles, was sich Kinder wünschen, Gondrom 2005, ISBN 978-3-8112-2526-8
- Liebes Christkind komm zu mir, G & G Verlag 2009, ISBN 978-3-7074-1130-0
- Mein großes Erstlese-Buch, G & G Verlag 2017, ISBN 978-3-7074-2117-0

## Romane
- Fische im Mond, Amazon 2017, ISBN 978-1-5495-8921-8

## Wissenschaftliche Publikationen
- Hans Mosers Veräußerung und Rettung. Zusammen mit Julia Danielczyk. In: Hans Moser 1880 – 1964. Hrsg. v. Ulrike Dembski und Christiane Mühlegger – Henhapel. Wien: Christian Brandstätter Verlag 2004, ISBN 978-3-85498-361-3

- Schlager, Schnitzel, Schlägereien. Das Wirtshaus im österreichischen Spielfilm. In: Im Wirtshaus. Eine Geschichte der Wiener Geselligkeit. Hrsg. v. Ulrike Spring, Wolfgang Kos und Wolfgang Freitag. Wien: Czernin Verlag 2007, ISBN 978-3-7076-0237-1